# 旌善高山滑雪中心
旌善高山滑雪中心（韓語：정선 알파인 경기장）是位於韓國江原道旌善郡加里王山的高山滑雪場。旌善為2018年冬季奧林匹克運動會的比賽場地，高山滑雪的滑降、超大曲道和混合式滑雪都於此進行。場地可容納6500人（3,600個座位/2,900個站位）。

## 外部連結
- 2018年平昌 – 旌善高山滑雪中心
- FIS-Ski.com – 世界盃 - 旌善 (KOR)
  - Men's downhill - Jeongseon (KOR) - 6 February 2016